# Aviere
L'aviere è un grado militare delle forze armate; precisamente nell'aeronautica militare.

## Nel mondo

### Italia
È utilizzato nell'Aeronautica Militare immediatamente inferiore all'aviere scelto. L'aviere non ha distintivo di grado ma sull'uniforme porta solo (sulle spalline dell'uniforme ordinaria) il simbolo della categoria.

### Canada
Nella Royal Canadian Air Force la denominazione del grado era "aviator" ridenominato private, che è il grado più basso della RCAF. Precedentemente al 1968 nella RCAF il grado era aircraftman comune alle altre aeronautiche militari del Commonwealth.

### Regno Unito
Nella Royal Air Force il grado, con la denominazione di Aircraftman, venne istituito nel 1919, in sostituzione del grado di "meccanico aereo", "private" e "clerk", che erano stati istituiti il 1º marzo 1918. Vi erano tre gradi distinti: Leading Aircraftman (LAC), Aircraftman 1st Class (AC1) e Aircraftman di 2ª classe.

### Nuova Zelanda
Nella Royal New Zealand Air Force viene usato il grado di "aircraftman", indifferentemente per uomini e donne, similmente al grado di seaman (marinaio) della Royal New Zealand Navy.

### Stati Uniti d'America
Nella USAF il grado corrispondente è Airman.